# Riso amaro
Riso amaro (Bittere rijst) is een film uit de naoorlogse Italiaanse cinema van regisseur Giuseppe De Santis met in de hoofdrollen Silvana Mangano, Vittorio Gassman en Doris Dowling.
De film wordt als een van de hoogtepunten beschouwd van de neorealistische stroming naast onder andere Ossessione (Visconti) en Ladri di biciclette (De Sica).

## Verhaal
Walter en Francesca worden na een juwelenroof op de hielen gezeten door de politie en belanden tijdens hun vlucht op een transport van rijstplukkers. Terwijl de onbetrouwbare Walter uit beeld verdwijnt, probeert Francesca als illegale plukster aan de bak te komen om wat geld te verdienen en uit handen te blijven van justitie. Ze lijkt aanvankelijk hulp te krijgen van de mooie Silvana, maar als zij er lucht van krijgt dat Francesca een dievegge is, laat ze haar prompt vallen en stookt de andere vrouwen tegen haar op. Francesca vecht voor haar plekje en weet uiteindelijk toch het vertrouwen te winnen van Silvana en haar collega’s. Als Walter echter weer op het toneel verschijnt, blijkt hij weer snode plannen te hebben gesmeed om een deel van de rijstoogst te stelen. Daarbij heeft hij zijn oog op de naïeve Silvana laten vallen en hij maakt haar met succes het hof.

## Rolverdeling
| Acteur           | Personage |
| ---------------- | --------- |
| Vittorio Gassman | Walter    |
| Doris Dowling    | Francesca |
| Silvana Mangano  | Silvana   |

## Achtergrond
Riso amaro betekent in het Nederlands ‘Bittere Rijst’. Het bitter staat voor de tragiek in de film en de rijst heeft alles te maken met het decor waarin de film zich afspeelt. In de laagvlakten van de rivier de Po, bij steden als Pavia, Novara en Vercelli liggen uitgestrekte rijstvelden. In de maand mei wordt hier door vrouwenhanden de risottorijst geplukt. Onder moeilijke omstandigheden wordt er een maand lang keihard gewerkt door Italiaanse vrouwen die van heinde en verre zijn afgereisd om hier geld te verdienen voor hun gezinnen.

## Ontvangst
Het succes van Riso amaro is tweeërlei. Aan de ene kant is er de waardering voor het verhaal, want het scenario werd genomineerd voor een Oscar. Aan de andere kant is er de smaak van het publiek, die wat minder aandacht besteedde aan de verhaallijn als wel aan de wulpse verschijning van voormalig Miss Rome, Silvana Mangano. De film geeft historische waarde aan een aspect van het leven in Italië van net na de oorlog en is daarnaast een misdaadfilm met dramatiek. Het scenario werd door regisseur De Santis geschreven samen met Gianni Puccini en Carlo Lizzani. De Santis beleefde met deze film op jonge leeftijd zijn filmische hoogtepunt, hij zou nog een redelijk aantal films maken, maar het niveau van Riso amaro heeft hij niet meer bereikt.